# Stigmella caspica
Stigmella caspica là một loài bướm đêm thuộc họ Nepticulidae. Nó được tìm thấy ở Azerbaydzhan.